# Gottfried Droste zu Vischering (Großprior)

Wappen der Droste zu Vischering

Gottfried Droste zu Vischering (* nach 1614; † 1683) war von 1682 bis 1683 Großprior von Deutschland des Johanniterordens und Reichsfürst von Heitersheim.

## Leben und Karriere
Gottfried stammte aus dem westfälischen Adelsgeschlecht der Droste zu Vischering. Sein Geburtsjahr ist nicht bekannt. Bekannt ist lediglich das Jahr der Heirat (1614) seiner Eltern Heidenreich Droste zu Vischering (Drost, 1580) und Margareta von Raesfeld zu Nienburg. Er ist daher mit Sicherheit nach 1614 geboren.
Am 30. August 1646 trat Gottfried Droste zu Vischering in Malta in den Johanniterorden ein. 1658 erhielt er die elsässischen Kommenden Sulz (heute Soultz), Colmar und Mülhausen (heute Mulhouse) sowie 1657 bis 1658 die Kommenden Hemmendorf und Rexingen. Später (1668 bis 1677) wurde er (Titular-)Kommendator der von den Niederlanden eingezogenen Kommenden Arnheim (heute Arnhem) und Nimwegen (heute Nijmegen). Seit 1675 versah er dann das Amt des Generalrezeptors des Johanniterordens in Oberdeutschland, d. h., er war für die termingerechte Ablieferung der Responsgelder der einzelnen Kommenden zuständig. 1676 wurde er Statthalter des deutschen Großpriors Friedrich von Hessen-Darmstadt, der zwar schon 1673 zum Bischof von Breslau geweiht worden war, sich jedoch erst im März 1676 auch tatsächlich nach Breslau begab.
1682 wurde er in Malta zum Großbailli ernannt; er war somit für die Festungsanlagen in Malta verantwortlich. Am 19. Februar 1682 war der Breslauer Bischof und Großprior Friedrich von Hessen-Darmstadt gestorben. Nachdem dessen Nachfolger, Franz von Sonnenberg nach wenigen Monaten verstarb, wurde Gottfried Droste zu Vischering am 19. November 1682 zum neuen Großprior bestimmt. In diesem Amt war er zugleich Kommendator von Bubikon. Er starb im Jahr darauf. In manchen Quellen wurde spekuliert, er sei einem Mord zum Opfer gefallen. In den zeitgenössischen Urkunden finden sich dafür keine Belege.